# Bällsta bro

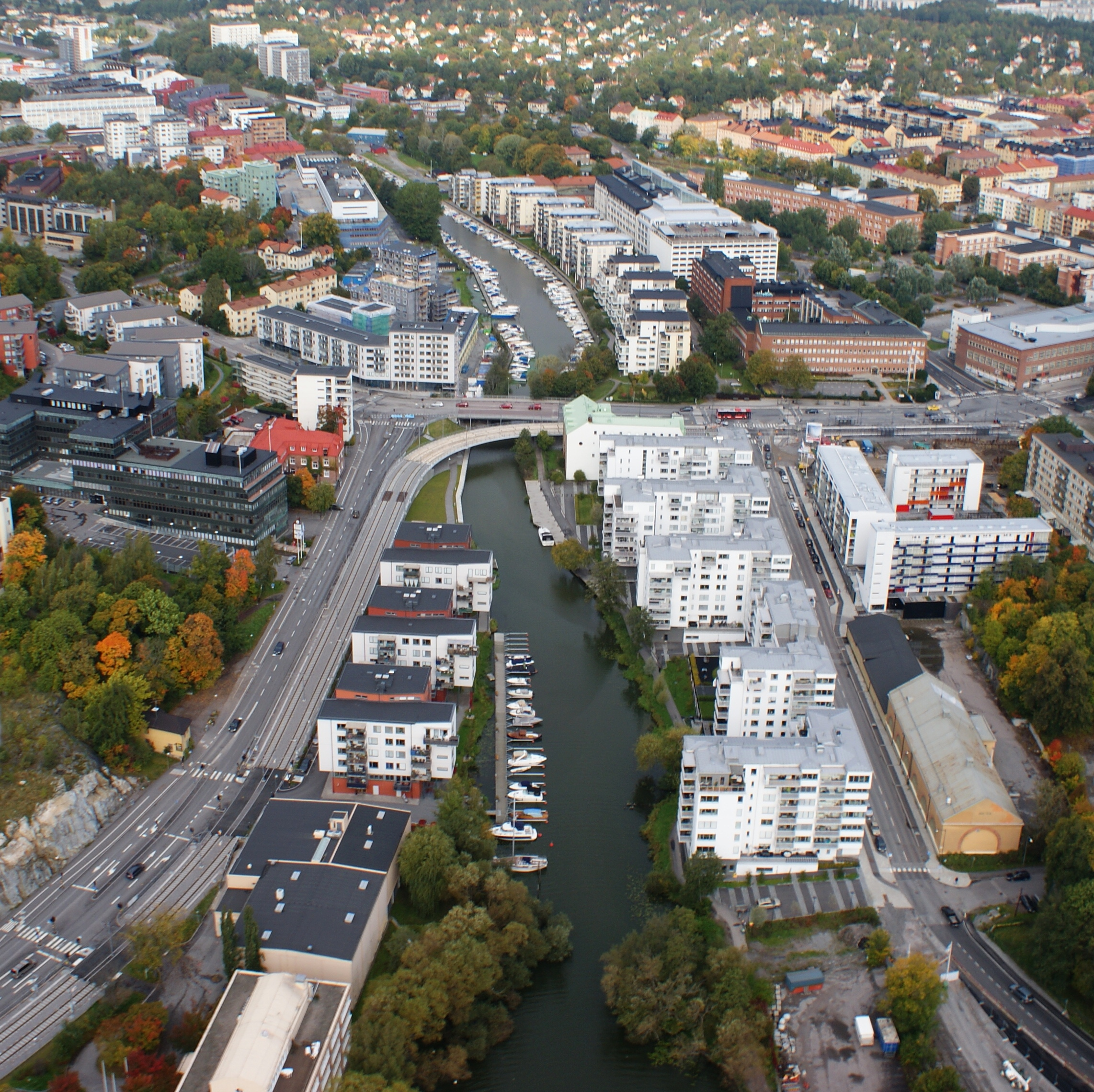
Bällsta vik, bro och å sedda från helikopter söderifrån.

Bällsta bro är en bro mellan Centrala Sundbyberg i Sundbybergs kommun och Mariehäll i Västerort, Stockholms kommun. Den spänner över Bällstaån, som här utgör gränsen mellan kommunerna.

## Historik
En träbro anlades vid Bällstavikens smalaste del år 1690, som en länk mot Drottningholms slott via Sundbyberg och Bromma till det färjeläge som fanns vid Tyska botten. Härifrån fortsatte man över till Lovön och till Drottningholms slott. Efter 1787 togs en ny färdväg i bruk, den gick över nya broar vid Traneberg, Nockeby och Drottningholm. 1936 byggdes den nuvarande bron, vilken breddades vid en ombyggnad 1958.
En parallell spårvägsbro för Tvärbanan har byggts på södra sidan av Bällsta bro. Den togs i bruk i oktober 2013, då också hållplatsen Bällsta bro inrättades vid brons östra landfäste på Sundbybergssidan. Antalet påstigande vid denna hållplats beräknas till 1 200 en genomsnittlig vintervardag. 